# Високе (Опочецький район)
Високе (рос. Высокое) — присілок в Опочецькому районі Псковської області Російської Федерації.
Населення становить 81 особу. Входить до складу муніципального утворення Глубоковська волость.

## Історія
Від 2015 року входить до складу муніципального утворення Глубоковська волость.

## Населення
| 2001 | 2002 | 2010 | 2013 | 2014 | 2015 | 2016 |
| ---- | ---- | ---- | ---- | ---- | ---- | ---- |
| 322  | ↘91  | ↘37  | ↗87  | ↘83  | ↗85  | ↘81  |